# Tiszalúc megállóhely
Tiszalúc megállóhely egy Borsod-Abaúj-Zemplén vármegyei vasútállomás, Tiszalúc településen, a MÁV üzemeltetésében. A belterület északi szélén helyezkedik el, közúti elérését a 3608-as útból kiágazó 36 306-os számú mellékút (Kinizsi Pál utca) biztosítja.

## Vasútvonalak
A megállóhelyet az alábbi vasútvonalak érintik:
- Budapest–Sátoraljaújhely-vasútvonal

## Kapcsolódó állomások
A megállóhelyhez az alábbi állomások vannak a legközelebb:
- Hernádnémeti-Bőcs vasútállomás (Budapest–Sátoraljaújhely-vasútvonal)
- Taktaharkány vasútállomás (Budapest–Sátoraljaújhely-vasútvonal)

## Forgalom
| Járat        | Útvonal | Gyakoriság          |
| ------------ | --- | ------------------- |
| személyvonat | Miskolc-Tiszai – Felsőzsolca – Hernádnémeti-Bőcs – Tiszalúc – Taktaharkány – Taktaszada – Szerencs – Mezőzombor – Tarcal – Tokaj – Rakamaz – Virányos – Görögszállás – Nyírtelek – Füzesbokor – Nyíregyháza | 1-2 óránként        |
| személyvonat | Füzesabony – Szihalom – Mezőkövesd – Mezőkövesd felső – Mezőkeresztes-Mezőnyárád – Csincse – Emőd – Nyékládháza – Miskolc-Tiszai – Felsőzsolca – Hernádnémeti-Bőcs – Tiszalúc – Taktaharkány – Taktaszada – Szerencs – Mezőzombor – Bodrogkeresztúr – Szegi – Erdőbénye – Olaszliszka-Tolcsva – Bodrogolaszi – Sárospatak – Sátoraljaújhely | 2 óránként          |
| személyvonat | Miskolc-Tiszai – Felsőzsolca – Hernádnémeti-Bőcs – Tiszalúc – Taktaharkány – Taktaszada – Szerencs – Mezőzombor – Bodrogkeresztúr – Szegi – Erdőbénye – Olaszliszka-Tolcsva – Bodrogolaszi – Sárospatak – Sátoraljaújhely | Napi 2 pár          |
| gyorsvonat   | Nyíregyháza → Rakamaz → Tokaj → Szerencs → Taktaszada → Taktaharkány → Tiszalúc → Hernádnémeti-Bőcs → Felsőzsolca → Miskolc-Tiszai | Napi 1 Miskolc felé |